# Каранович Євген Пантелеймонович
Євге́н Пантелеймо́нович Каранович (2 лютого 1901, м. Сокаль, нині Львівська область — 25 січня 1944, с. Мельники-Річицькі Ковельського району Волинської області) — головний лікар УПА.

## Життєпис
Народився 2 лютого 1901 року в Сокалі в родині міщан Пантелеймона Карановича і Марії з дому Іванець. Закінчив Сокальську гімназію. Навчався в Таємному українському університеті у Львові, а після його заборони поляками — в Ягайлонському університеті у Кракові. 
Після здобуття медичної освіти працював лікарем у Народній лічниці у Львові, від 1930 року був членом Українського лікарського товариства. З 1931 року працював у Камені-Каширському на Волині, мав приватну практику.
У роки німецької окупації був головним обласним лікарем. У серпні 1942 року став повстанським лікарем у загоні УПА «Озеро» і отримав псевдо «Караван». Між селами Хотешів і Котуш влаштував повстанський шпиталь групи УПА-Північ. Виконував надскладні операції пораненим, врятував сотні людських життів. Одночасно лікував і цивільне населення.
Восени 1943 року відправив дружину з доньками за кордон, а сам повернувся до повстанців. 25 січня 1944 року біля с. Мельники-Річицькі лікар Каранович, сестра милосердя Марія та четверо їхніх охоронців потрапили в засідку радянського диверсійно-терористичного загону Федорова і всі загинули. У ході тригодинного бою куреня «Стохід» з диверсантами, відбиваючи тіла загиблих, загинув провідник ОУН Берестейського краю «Сушко» (Григорій Олексійович Сало).

## Вшанування пам'яті

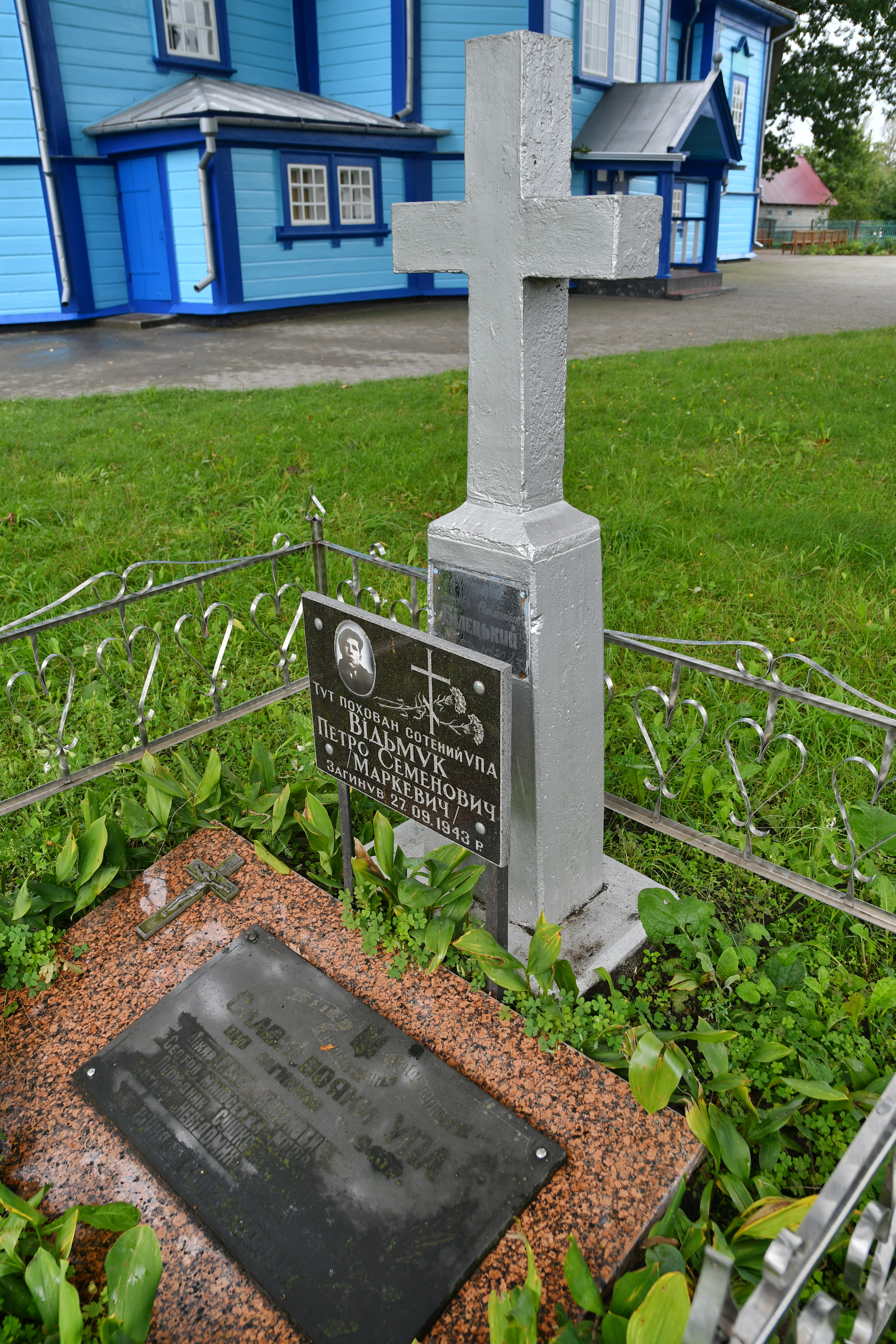
Братська могила вояків УПА

Полеглих лікаря, медсестру, чотирьох охоронців та провідника «Сушка» урочисто поховали на церковному подвір'ї в с. Хотешів. У роки незалежності на могилі встановили меморіальну дошку.
У 2017 році в м. Камінь-Каширський Волинської області перейменували вулицю імені радянського розвідника-диверсанта НКВД—НКГБ Миколи Кузнецова на честь лікаря УПА Євгена Карановича.

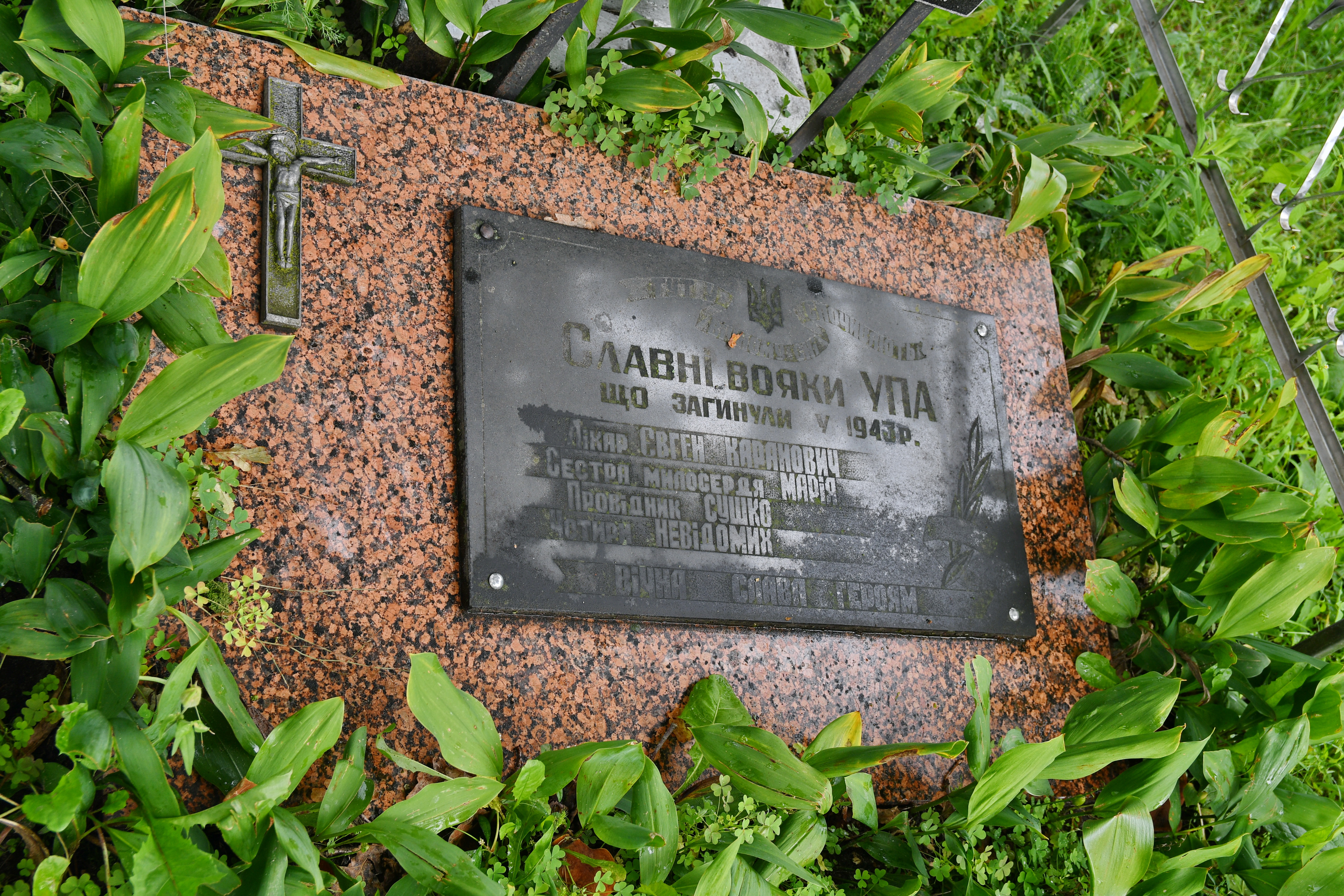
Надмогильна плита

## Родина
Одружився 5.08.1933 в Калуші з Наталією-Ярославою Книш (нар. 10.09.1907 в Коломиї) — сестрою Зіновія Книша. Їхні діти — Богданна і Радослава.